# Norfolkline

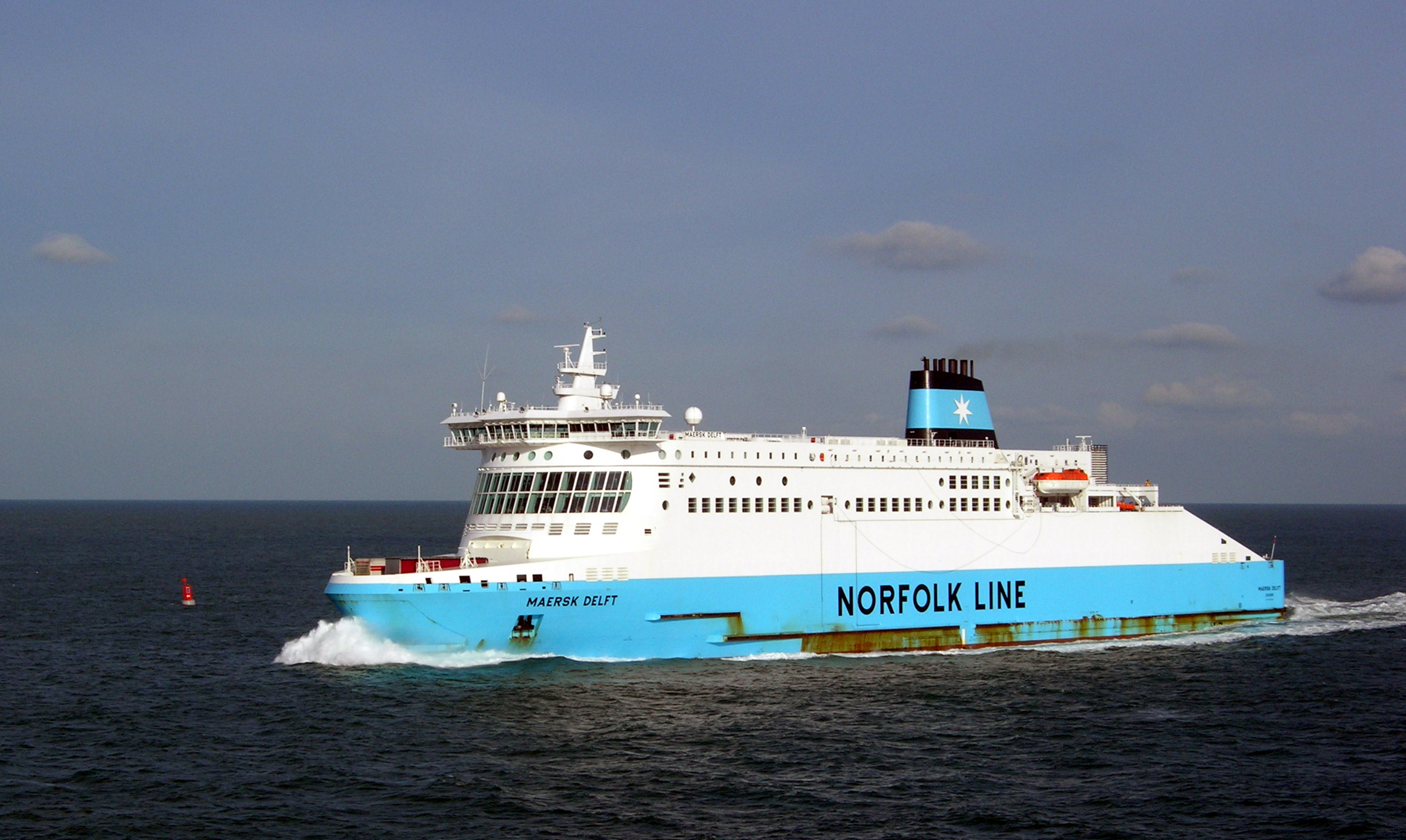
Norfolkline ferry ro-pax, MS Maersk Delft, construit en 2006.

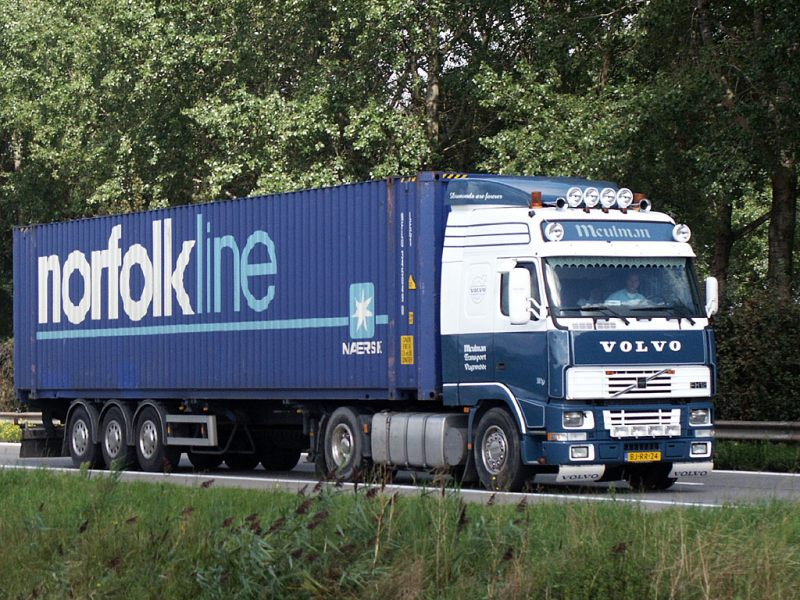
Conteneur Norfolkline transporté par un camion d'un sous-traitant.

Norfolkline est un opérateur de ferry européen et une société de logistique appartenant à Maersk. 
La compagnie a fourni des services de ferries fret sur la Manche, la mer d'Irlande et la mer du Nord, des services de ferries passagers sur la Manche et la mer d'Irlande et des services logistiques à travers l'Europe. Norfolkline employait plus de 2 200 employés dans 13 pays à travers l'Europe, opérant à partir de 35 sites différents. 
Norfolkline exploitait 18 navires et plus de 550 remorques frigorifiques (dont 200 avec unités à deux compartiments), 1 750 remorques à cargaison sèche et 1 150 remorques à caisse mobile pour le transport intermodal de marchandises. En 2006, plus de 1,5 million de passagers ont utilisé les services de ferries de la compagnie Norfolkline à travers la Manche entre Douvres et Dunkerque et sur la mer d'Irlande entre Liverpool et Belfast et Liverpool et Dublin. Plus de 1,2 million de mouvements de fret ont été effectués. 
En juillet 2010, DFDS a acquis Norfolkline. Les lignes et les navires de la Norfolkline ont été intégrés au sein de DFDS Seaways.

## Historique
Les activités ont commencé en 1961 lorsque l'entrepreneur néerlandais ML Remeeus a fondé Norfolk Lijn NV. Il exploitait deux navires sur un service de fret régulier entre Great Yarmouth et Scheveningen. La première apparition de l'entreprise dans le secteur des ferries a été rendue possible lorsque le navire roulier Duke of Holland a été acquis en 1969. M. Remeeus a vendu Norfolk Lijn NV à Unilever en 1973 et la société a été renommée Norfolk Line en 1974. 
La société opérait à partir de Great Yarmouth avec le Duke of Holland et le Duke of Norfolk. Les traversées de Great Yarmouth ont commencé en 1969 et se sont terminées en 1992. En 1992 le port de Felixstowe, à proximité, a attiré l'entreprise Norfolkline dans le but d'augmenter la taille de sa flotte. 
La Maersk Company Ltd, filiale d' AP Møller, a acquis Norfolk Line en 1985. 
Les années 90 ont commencé avec la fusion de Norfolk Line et le spécialiste du transport ferroviaire Skandi en 1995, introduisant des services de fret ferroviaire dans l'entreprise, suivis de 4 nouveaux navires qui ont été ajoutés à la flotte de Norfolk Line (1996) ainsi que l'ouverture d'une nouvelle ligne pour conteneurs entre Rotterdam (Pas-Bas) et Waterford (Irlande) en 1997. L'année suivante, l'entreprise a été renommée Norfolkline et l'activité de transport frigorifique a été lancée à Belfast. Un deuxième site de transport réfrigéré a été lancé en 1999 à Larkhall. 
Au cours du nouveau millénaire, la division des ferries s'est développée avec une ligne de ferry de Douvres (Royaume-Uni) à Dunkerque (France) en 2000. Cinq ans plus tard, Norfolkline a acquis Norse Merchant Ferries, un opérateur de ferries roll-on / roll-off sur les routes de la Mer d'Irlande. En 2006, un nouveau terminal roll-on / roll-off à Vlaardingen a été ouvert, ainsi que le lancement d'une nouvelle route entre Vlaardingen et Felixstowe / North Killingholme Haven (en) (Royaume-Uni). 

## Entreprise
Les activités de Norfolkline ont été divisées en deux divisions : une division logistique et une division ferries. 

### Division logistique
La division logistique s'est concentrée sur des solutions sur mesure dans différentes industries. Norfolkline a exploité des services logistiques assurant le transport réfrigéré de marchandises par route, rail et mer à partir de sites à travers l'Europe avec des itinéraires de / vers la Belgique, le Danemark, le Royaume-Uni, la Finlande, la France, l'Allemagne, l'Irlande, l'Italie, la Norvège, la Suède, la Suisse et les Pays-Bas . 

### Division des ferries
Norfolkline exploitait des services de ferry pour passagers et fret sur la Manche, la mer d'Irlande et la mer du Nord . Les services de la mer du Nord de Norfolkline transportaient uniquement du fret, tandis que toutes les autres routes transportaient à la fois des camions et véhicules individuels. Norfolkline a également transporté des passagers à pied sur certains de ses services en mer du Nord. Les itinéraires de ferry de Norfolkline étaient les suivants : 
- Birkenhead - Dublin
- Douvres - Dunkerque
- Dublin - Heysham (fret uniquement)
- Esbjerg - Harwich (fret uniquement)
- Esbjerg - Immingham (fret uniquement)
- Felixstowe - Vlaardingen (fret uniquement)
- Göteborg - Immingham (fret uniquement)
- Immingham - Vlaardingen (fret uniquement)
- Rosyth - Zeebruges

## Responsabilité sociale et environnementale
Le personnel de Norfolkline Larkhall a recueilli des fonds pour Cash for Kids, une organisation caritative écossaise. La société a parrainé le Liverpool Irish Festival 2008. Norfolkline Irish Sea a apporté un soutien financier à Action Renewables . 
Norfolkline a réduit son empreinte carbone en investissant dans des ressources respectueuses de l'environnement, comme son récent investissement dans des remorques frigorifiques recyclables à 92 %. 

## Prix et reconnaissances
- 2008 - « Best Ferry Company » par les lecteurs du Guardian[6].
- 2007 - « Highly Recommended » dans la catégorie « Meilleure compagnie de ferry » dans le Telegraph Travel Awards 2007[7].
- 2006 - gagnante du NBCC Trophy (Chambre de commerce britannique des Pays-Bas), prix anglo-néerlandais pour l'entreprise[8].
- 2004 - élue Meilleur opérateur européen par les lecteurs du Daily Telegraph et du Sunday Telegraph[9].
- 2004 - élue « Premier opérateur transmanche » par les lecteurs de The Guardian et de The Observer[10].

## Liste des navires de la Norfolkline
- Maersk Dunkerque
- Maersk Delft
- Maersk Douvres
- Maersk Flanders
- Maersk Anglia
- Importateur Maersk
- Maersk Essex
- Maersk Kent
- Exportateur Maersk
- Maas Viking
- Lagan Viking
- Mersey Viking
- Dublin Viking
- Liverpool Viking
- Saga Lune
- East Express
- Maersk Vlaardingen
- Maersk Voyager
- Flèche RR
- Bouclier RR
- Marchand brillant
- Viking écossais